# Amyris cubensis
Amyris cubensis är en vinruteväxtart som först beskrevs av Borhidi & Acuña, och fick sitt nu gällande namn av Beurton. Amyris cubensis ingår i släktet Amyris och familjen vinruteväxter. Inga underarter finns listade i Catalogue of Life.